# Inaxio Errandonea
Inaxio Errandonea (Bera (Navarra) 1964), més conegut com a Errandonea, és un jugador professional de pilota basca a mà, en la posició de rest, i, actualment, dirigent de Frontis, empresa de pilotaris que malda per fer-se un lloc entre Asegarce i Aspe.
Va debutar el 1983, havent aconseguit un any abans el subcampionat al Mundial de Pilota Basca a Mèxic.

## Palmarés
- Subcampió del Manomanista, 1994 i 1995.
- Subcampió del Quatre i mig, 1994.
- Campió per parelles, 1988, 1990, 1995 i 1999.